# Carl Faith
Carl Clifton Faith (* 28. April 1927 in Covington (Kentucky); † 2014) war ein US-amerikanischer Mathematiker, der sich vor allem mit Algebra befasste.
Faith studierte nach Wehrdienst im Zweiten Weltkrieg (1945/46) als Flugzeug-Elektroniker bei der US Navy Mathematik an der University of Kentucky mit dem Bachelor-Abschluss 1951 und an der Purdue University mit dem Master-Abschluss 1953 und der Promotion bei Sam Perlis 1955 (Normal Bases and Galois Theory). Danach war er Instructor an der Michigan State University, an der er 1956 Assistant Professor wurde. 1957 wurde er Assistant Professor  und 1960 Associate Professor an der Penn State University und seit 1962 war er Professor an der Rutgers University. 1997 wurde er emeritiert.
1960, 1962 (in beiden Jahren war er Mitglied), 1973/74 und 1977/78 war er am Institute for Advanced Study und 1959/60 als Fulbright/NATO Fellow an der Universität Heidelberg. Er war Gastprofessor in Barcelona, an der Tulane University, in Princeton, der New Mexico State University und am Technion. 1968 war er im Auftrag der amerikanischen und indischen Regierung in New Delhi.
Er befasste sich vor allem mit Ringen und ihren Modulen, aber auch mit Körpertheorie, Bewertungen und Galoistheorie. Er schrieb Monographien und Lehrbücher zur Ringtheorie und eine Geschichte der assoziativen Algebra im 20. Jahrhundert.

## Schriften
- Lectures on injective modules and quotient rings, Lecture Notes in Mathematics 149, Springer 1967
- Algebra: Rings, Modules and Categories I, II,  Grundlehren der mathematischen Wissenschaften, 190/191, Springer 1973, 1976 (korrigierte zweite Auflage von Band 1 1981, auch ins Russische übersetzt)
- mit James Cozzens: Simple Noetherian Rings, Cambridge UP 1975
- Injective modules and injective quotient rings, Marcel Dekker 1982
- mit S. Page: FPF ring theory: Faithful modules and generators of Mod-R, Lecture Notes London Mathematical Society, Cambridge UP 1984
- mit P. Pillay: Classification of commutative FPF rings, Notas de Matematicas, Universität Murcia 1990
- Rings and Things and a Fine Array of Twentieth Century Associative Algebra, Surveys of the AMS 65, 1999, erweiterte zweite Auflage 2004